# حيمرون ثلاثي الأوراق
حيمرون ثلاثي الأوراق (الاسم العلمي:Erythrochiton trifoliatum) هو نوع غير مؤكد من النباتات يتبع جنس الحيمرون من الفصيلة السذابية.